# Рупгандж
Рупгандж (бенг. রূপগঞ্জ, англ. Rupganj) — город в центральной части Бангладеш, административный центр одноимённого подокруга. Площадь города равна 9,03 км². По данным переписи 2001 года, в городе проживало 22 749 человек, из которых мужчины составляли 53,66 %, женщины — соответственно 46,34 %. Плотность населения равнялась 2519 чел. на 1 км². Уровень грамотности населения составлял 41,5 % (при среднем по Бангладеш показателе 43,1 %). 